# Kristian Kristiansen
Kristian Kristiansen (ur. 16 listopada 1909, zm. 14 lipca 1980) – prozaik i dramaturg norweski.
Urodził się w Tromsø, ale w 1918 r. przeniósł się z rodziną do Trøndelag, gdzie spędził większość życia. Po ukończeniu gimnazjum pracował m.in. jako stróż nocny, robotnik i urzędnik. Pod koniec lat 30. XX w. zaczął pisać opowiadania i sztuki teatralne, a oficjalnie debiutował w 1938 r. książką dla dzieci Eggtjuver i fugleberet. Po hitlerowskiej inwazji na Norwegię w 1940 r. Kristiansen zaangażował się w działalność ruchu oporu, a w 1942 r. musiał uciekać przed okupantami do neutralnej Szwecji. Do Norwegii powrócił w 1950 r. W tym czasie tematyka jego utworów zmieniła się z historycznej i polityczno-społecznej na historyczną opartą na dziejach Trondheim i jego mieszkańców m.in. trylogia Adrian Posepilt, Vårherres blindebukk, I den sorte gryte o losach wychowanka sierocińca.
Kristiansen był dwukrotnie żonaty. Zmarł w Trondheim.

## Twórczość
- Det dages – dramat (1937)
- Medaljen – dramat (1938)
- Eggtjuver i fugleberet – powieść dla dzieci (1938)
- Vi bærer et bilde – powieść (1939)
- Jeg er ingen spion – powieść dla młodzieży (1940)
- Hvem skal havren binde – powieść (1940)
- Over de høye fjell – powieść (1941)
- Men än star Dovre – powieść (1943) wydana w Szwecji pod pseudonimem Christian Wessel
- Fredens øy – powieść (1945)
- Brev til Stefan – powieść (1947)
- Adrian Posepilt – powieść (1950)
- Vårherres blindenbuk – powieść (1954)
- Jesper nattmann – powieść (1957)
- Jomfru Lide – powieść (1960)
- Heia nordinger!  – powieść dla dzieci (1966)
- Klokken på Kalvskinet – powieść (1966)